# Esteban Romaguera

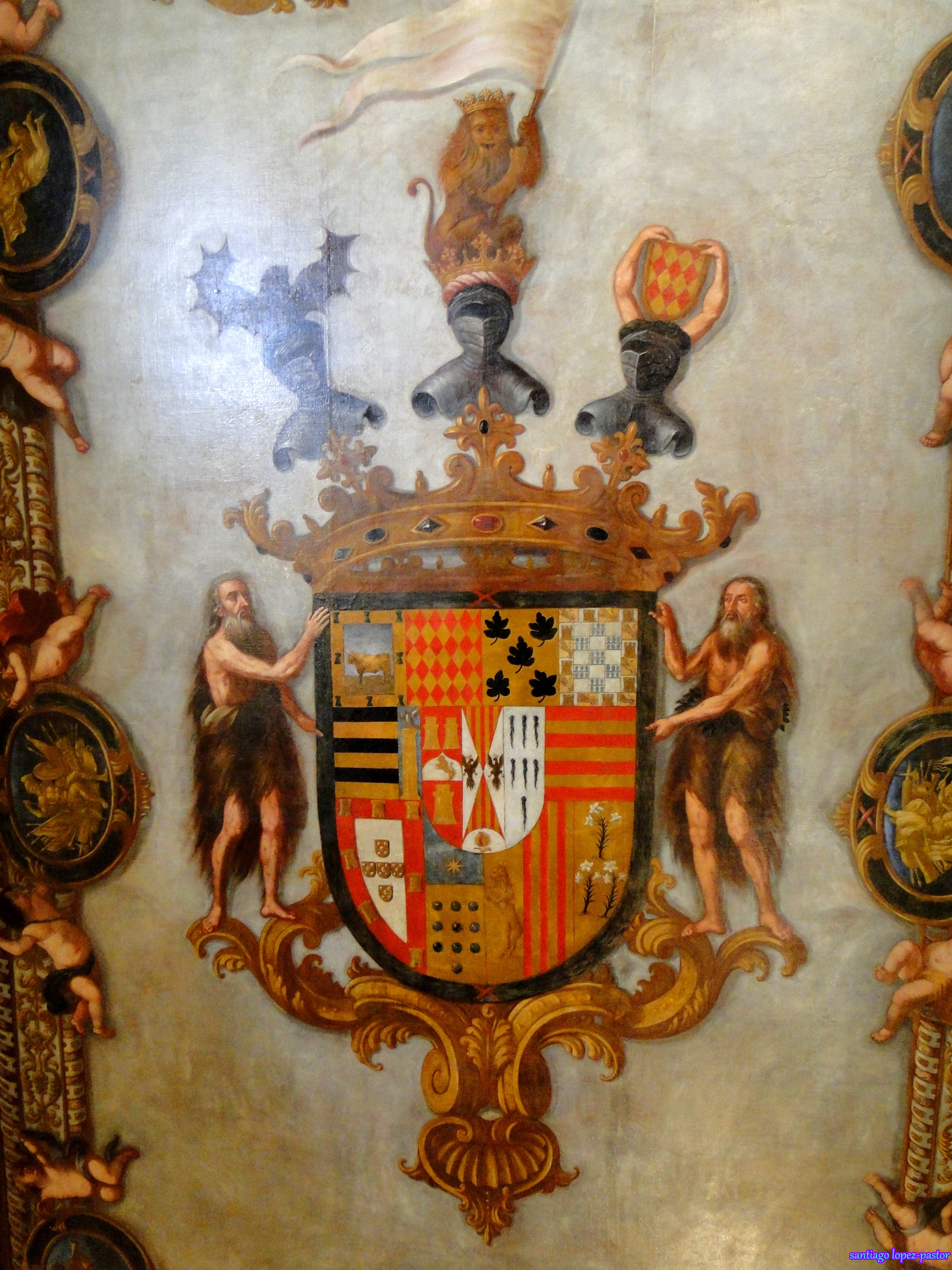
Escudos de armas de la familia Borja. Óleo sobre lienzo. Techo de la primera sala de la Galería Dorada del Palacio Ducal de Gandía.

Esteban Romaguera (Valencia, ca. 1670-1730) fue un pintor barroco español.
Discípulo de Gaspar de la Huerta, en octubre de 1693 firmó con título de pintor y natural de Valencia como testigo en el testamento de Jesualda Maçot, pintora y suegra de su maestro, lo que indica que en esa fecha era ya mayor de edad, aunque años más tarde seguía trabajando con su maestro, ya como pintor autónomo. 
Tras la muerte de Gaspar de la Huerta en 1714 se le contrató para completar la decoración pictórica de la Obra Nova o Galería Dorada del Palacio Ducal de Gandía, en la que ya venía trabajando junto al que había sido su maestro y para la que en 1711 había pintado el lienzo con las armas ducales del techo de la primera sala o Salón Heráldico, presidido por el escudo del X duque, Pascual Francisco de Borja entre dos salvajes. Por los trabajos realizados en el palacio cobró cincuenta libras en 1723 y otras cincuenta libras en 1730, que podrían corresponder a la continuación de los trabajos al fresco con motivos vegetales y florales en el exterior del palacio.

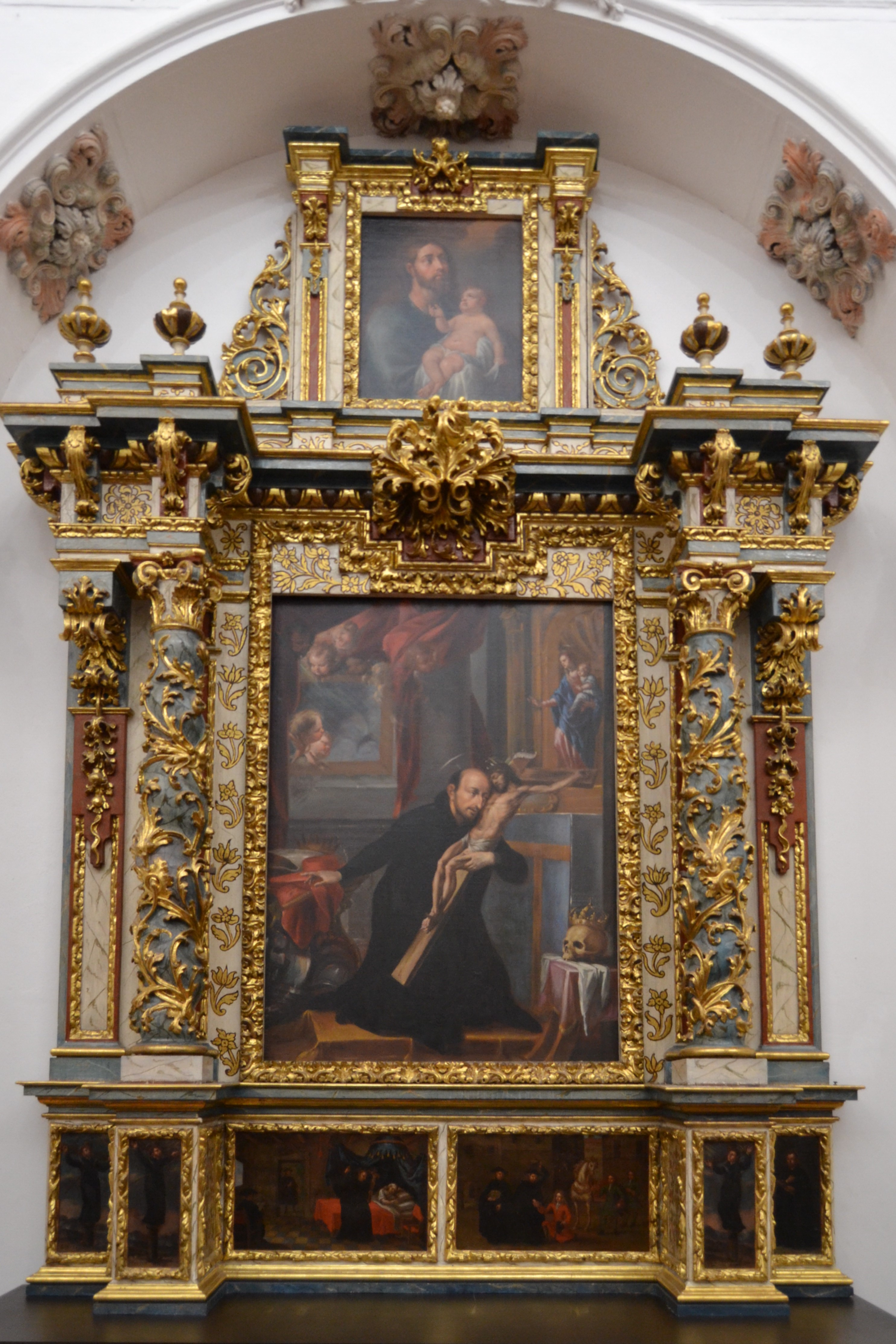
Retablo de san Francisco de Borja, Valencia, iglesia del antiguo colegio de San Pablo. Pinturas de Esteban Romaguera con San Francisco de Borja en el cuerpo principal, San José con el Niño en el ático, y santos jesuitas junto a escenas de la vida de san Francisco de Borja en la predela.

En Valencia se documenta su trabajo para la iglesia del Colegio de San Pablo, regido por los jesuitas, en la que son suyas las pinturas del retablo mayor, datado en 1723, con la Inmaculada en lienzo oval en el ático, la Magdalena y santa Catalina de Alejandría en las calles laterales flanqueando la figura de bulto de san Pablo, y los doctores de la iglesia con san Juan Nepomuceno y santo Tomás de Aquino en la predela. También son suyas, en el mismo recinto, las pinturas de los retablos colaterales de la Inmaculada y de San Francisco de Borja y el lienzo bocaporte del retablo mayor, con la imagen de san Pablo, por el que cobró cincuenta y cinco libras. Son los lienzos de mayor tamaño los más afortunados, en los que mejor se aprecia el tono amable y el dulce colorido de su maestro, en tanto en los lienzos de las predelas, en los que se sirvió en algún caso de estampas, el claroscurismo empleado resultaba ya desfasado.
Las noticias de su vida y de su obra se pierden tras el citado cobro de cincuenta libras por trabajos hechos en el palacio de Gandía en 1730.